# Saint-Sulpice-de-Royan
Saint-Sulpice-de-Royan – miejscowość i gmina we Francji, w regionie Nowa Akwitania, w departamencie Charente-Maritime. Nazwa miejscowości pochodzi od imienia św. Sulpicjusza.
Według danych na rok 1990 gminę zamieszkiwało 2101 osób, a gęstość zaludnienia wynosiła 101 osób/km² (wśród 1467 gmin regionu Poitou-Charentes Saint-Sulpice-de-Royan plasuje się na 136. miejscu pod względem liczby ludności, natomiast pod względem powierzchni na miejscu 373.).